# Pristolepis grootii
Pristolepis grootii és una espècie de peix pertanyent a la família Nandidae.

## Descripció
- Pot arribar a fer 18,4 cm de llargària màxima.[3][4]

## Hàbitat
És un peix d'aigua dolça, bentopelàgic i de clima tropical, el qual viu a les torberes i els rius de les terres baixes.

## Distribució geogràfica
Es troba a Indonèsia (Sumatra, Borneo, Bangka i Belitung), Malàisia (Sarawak a l'illa de Borneo) i Tailàndia.

## Observacions
És inofensiu per als humans.